# Caddo Parish
Caddo Parish er et county i den amerikanske delstaten Louisiana. Området ligger længst mod nordvest i delstaten. Det grænser op mod Bossier Parish i øst, Red River Parish i sydøst og mod De Soto Parish i syd. Amtet grænser også op mod delstaterne Arkansas i nord og mod Texas i vest.
Caddo Parishs totale areal er 2 427 km², hvor af 142 km² er vand. I år 2000 havde amtet 252 161 indbyggere. Amtet administreres fra byen Shreveport.

## Byer
- Belcher
- Blanchard
- Gilliam
- Greenwood
- Hosston
- Ida
- Mooringsport
- Oil City
- Rodessa
- Shreveport
- Vivian

32°35′N 93°53′V / 32.58°N 93.88°V